# Ngombale
Das Ngombale ist eine der elf Bamileke-Sprachen. Sie wird in Kamerun in der Westprovinz im Departement Bamboutos in Babadjou (einheimisch: Basso) und Bamessingue (einheimisch: Bassing) gesprochen.